# CENTER OF THE EARTH
『CENTER OF THE EARTH』（センター・オブ・ジ・アース）は、a flood of circleの9枚目のアルバム。

## 概要
- アオキテツ（ギター）がメンバーとして加入後、初のフル・アルバムとなる。
- 前作に収録された「ミッドナイト・クローラー」に引き続き、田淵智也(UNISON SQUARE GARDEN)がプロデュースを担当した2曲が収録。
- 「Center Of The Earth」のMVに出演しているのは、俳優の河合優実と宮本和武[1]。

## 収録曲
1. Flood [3:25]
作詞・作曲：佐々木亮介
2. Vampire Kila [3:54]
作詞・作曲：佐々木亮介
3. 光の歌 [4:08]
作詞・作曲：佐々木亮介
4. Backstreet Runners [3:14]
作詞・作曲：佐々木亮介
5. Youth [2:46]
作詞・作曲：佐々木亮介
6. ベイビーそれじゃまた [1:49]
作詞・作曲：佐々木亮介
7. 美しい悪夢 [4:18]
作詞：佐々木亮介
作曲：佐々木亮介、田淵智也(UNISON SQUARE GARDEN)
8. ハイテンションソング [3:45]
作詞・作曲：佐々木亮介
9. Drive All Night [4:15]
作詞・作曲：佐々木亮介
10. スノードームの夜 [5:12]
作詞・作曲：佐々木亮介
11. 夏の砂漠 [4:12]
作詞：佐々木亮介
作曲：佐々木亮介、田淵智也(UNISON SQUARE GARDEN)
12. Center Of The Earth [6:05]
作詞・作曲：佐々木亮介

### 初回限定盤CD
佐々木亮介とアオキテツによるユニット"サテツ"デビュー・シングル
1. Champagne Free Flow [3:39]
作詞・作曲：サテツ
2. LALILA（あるいは気を失うまで） [4:08]
作詞：サテツ、作曲：佐々木亮介
3. Golden Dead Cigar [3:14]
作詞・作曲：アオキテツ

## 参加ミュージシャン

### CD
a flood of circle
- 佐々木亮介：Vocal & Guitar
- HISAYO：Bass
- 渡邊一丘：Drams
- アオキテツ：Guitar

Additional Musician
- 田淵智也(UNISON SQUARE GARDEN)：Claps (#7)、Chorus (#11)

## プロデューサー
- 田淵智也(UNISON SQUARE GARDEN)
  - 「夏の砂漠」「美しい悪夢」をプロデュース[2]。